# Кропињак
Кропињак (итал. Cropignaco) је насељено место у Републици Хрватској у Истарској жупанији. Административно је у саставу општине Ланишће.

## Становништво
Према попису становништва из 2011. године у насељу Кропињак била су 4 становника који су живели у 2 породична домаћинства.
Кретање броја становника по пописима 1857—2001.
| година пописа        | 1857. | 1869. | 1880. | 1890. | 1900. | 1910. | 1921. | 1931. | 1948. | 1953. | 1961. | 1971. | 1981. | 1991. | 2001. | 2011. |
| Број становника\| 77 | 84    | 74    | 89    | 108   | 127   | 0     | 0     | 54    | 61    | 53    | 34    | 22    | 15    | 11    | 4     |       |

Напомена: У 1890., 1910. и од 1953. надаље исказује се као насеље. У 1921. подаци су садржани у насељу Слум, а у 1931. у насељу Брест. 